# Bonorva
Bonorva ist eine italienische Gemeinde (comune) mit 3126 Einwohnern (Stand 31. Dezember 2023) in der Metropolitanstadt Sassari, Autonome Region Sardinien.

## Geographie
Bonorva liegt 52 km südlich von Sassari östlich der Schnellstraße SS131, in 508 m s.l.m. auf der Hochfläche von Campeda und an der Bahnstrecke Cagliari–Golfo Aranci Marittima. Die Nachbargemeinden sind Semestene und Giave (SS). Zur Gemeinde Bonorva gehört noch die Fraktion Rebeccu.

## Sehenswürdigkeiten
Im Ort ist die katalanisch-sardische Kirche Natività di Maria sehenswert. Östlich benachbart liegt das Hirtendorf Rebeccu mit dem Quellheiligtum Su Lumarzu. Etwas weiter entfernt liegen die Domus de Janas von Sant’ Andria Priu.
Oberhalb von Bonorva verlief im 5. und 4. Jahrhundert v. Chr. der punisch-nuraghische Limes. 150 m westlich der Kirchenruine San Simeone liegen die Reste einer punischen Befestigung, von der einige Quadersteine mit Bossen erhalten sind.
Im Museo Civico (im ehemaligen Kloster der Kirche Sant’ Antonio) finden sich nuraghische Baityloi und römische Meilensteine.
Auf der Hochfläche, oberhalb von Bonorva verlief eine befestigte Grenzlinie zwischen den Puniern und der sardischen Nuraghenkultur, wovon die Reste eines Forts zeugen.

## Persönlichkeiten
- Marina Elvira Calderone (* 1965), Managerin und Politikerin